# Østlandet
L'Østlandet (Austlandet in Nynorsk e Norvegia dell'Est in italiano) è una delle 5 Regioni della Norvegia, suddivisioni che hanno rilevanza esclusivamente storico-geografica e non amministrativa. È la regione con più contee di tutto il paese: Vestfold, Telemark, Østfold, Akershus, Buskerud, Oslo e Innlandet.
La città più importante è proprio Oslo, la capitale, ma anche le città di Bærum, Lillehammer e Drammen sono da considerare.

## Geografia fisica
Nella parte più ad ovest, la catena del Jotunheimen delimita il confine con la regione di Vestlandet, mentre ad est le contee di Akershus, Østfold e Hedmark permettono di arrivare in Svezia.
Come anticipato, il Jotunheimen tocca anche questa parte di Norvegia con i monti di Galdhøpiggen e Glittertinden in particolare. Anche il Parco nazionale Rondane si trova qui. Tra le fonti d'acqua ci sono il fiume Glomma e i laghi Mjøsa e Randsfjorden.
Le temperature sono abbastanza sopportabili, in inverno possono arrivare a non più di −20 °C sui rilievi e l'estate le zone pianeggianti respirano aria da 20-25 °C.

## Popolazione
Circa il 40% del totale della popolazione norvegese vive qui, anche grazie al clima e morfologia più sopportabile.
La maggior parte della popolazione parla norvegese anche se non mancano neanche qui le minoranze sami e finlandesi. La maggior parte della popolazione che parla norvegese scrive bokmål, ma ci sono comuni in cui predomina il nynorsk.